# Amour de page
Pour plus de détails, voir Fiche technique et Distribution.
Amour de page est un film muet français réalisé par Georges Denola, sorti en 1911.

## Fiche technique
- Titre : Amour de page
- Réalisation : Georges Denola
- Scénario : Henri Jeanne Magog
- Photographie :
- Montage :
- Société de production : Société cinématographique des auteurs et gens de lettres (S.C.A.G.L.)
- Société de distribution : Pathé frères
- Pays d'origine :  France
- Langue :  film muet avec les intertitres en français
- Métrage : 225 mètres dont 212 en couleurs
- Format : Couleurs et Noir et blanc — 35 mm — 1,33:1 — Muet
- Genre : Film de fantasy
- Durée : 7 minutes 30
- Date de sortie : 
  - France : 19 avril 1911

## Distribution
- Victor Capoul : le page
- Henri Étiévant : le baron
- Théodore Thalès dit le mime Thalès : le chevalier
- Gabrielle Robinne : Alix de Champreux
- Georges Paulais
- Andrée Marly
- Eugénie Nau